# 노성은 (프로게이머)
노성은(1988년 ~ )은 대한민국의 스타크래프트 프로게이머이다.

## 경력

### 여성부 대회
- 2005년 레이디스 MSL 8강 (승자조 vs 강현 0:2 패, 패자조 vs 한미경 1:2 패)
- 2005년 스카이라이프배 game TV 스타리그 여성부 16강 (vs 조혜림 0:2 패)
- 2006년 스카이라이프배 game TV 레이디스 스타 챔피언십 3위 (FINAL 4 풀리그 최종 성적 4승 5패)

### 기타
- 제1회 KTF 매직엔스 서포터즈 스타대회 여성부 우승[2]
- 제2회 KTF 매직엔스 서포터즈 스타대회 여성부 우승[2]
- 2010년 2010년 난치병어린이돕기 자선게임대회 스타크래프트부문 여성부 1위[2]